# Clement Mulenga
Clement Mulenga SDB (ur. 15 sierpnia 1965 w Dismashi) – zambijski duchowny katolicki, biskup Kabwe od 2011.

## Życiorys

### Prezbiterat
Święcenia kapłańskie przyjął 25 sierpnia 1998 w zgromadzeniu salezjanów. Po święceniach i kilkuletnim stażu wikariuszowskim rozpoczął w Rzymie studia licencjackie z katechetyki i duszpasterstwa młodzieży. Po uzyskaniu w 2004 tytułu pracował w placówkach salezjańskich w Zambii i Tanzanii, a w 2009 został dyrektorem wydziału kurii archidiecezji Lusaka ds. duszpasterstwa młodzieży.

### Episkopat
29 października 2011 papież Benedykt XVI mianował go biskupem diecezji Kabwe. Sakry biskupiej udzielił mu 17 grudnia 2011 metropolita Lusaki - arcybiskup Telesphore George Mpundu.